# Marcatge de territori

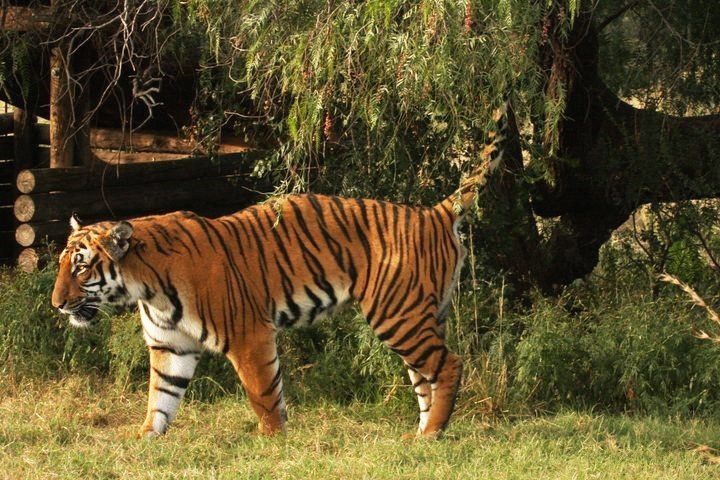
Un tigre mascle del Sud de la Xina marcant territori.

El marcatge de territori o marcatge territorial  és una conducta instintiva emprada per espècies animals de mamífers per tal de registrar i identificar el seu territori.
Entre d'altres, és molt emprat el marcatge per olor, acompanyat per deposició de compost químic de forta olor, com ara l'orina, distribuïda en llocs estratègics dins del mateix territori. No solament es marca per comunicar a altres de la mateixa espècie, sinó com a signe de depredació i evitar-se entre ells. Per exemple tots els felins (com el gat domèstic, el lleopard i el jaguar) marquen el territori, fregant-se contra la vegetació.

## Tipus

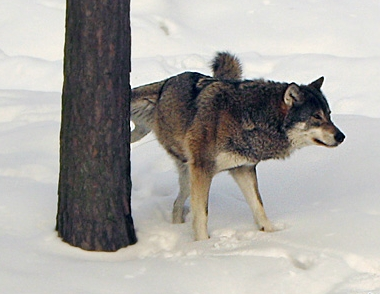
Un llop marcant territori amb orina

Els més obvis exemples de «territori clàssic» són les aus i els peixos, produint fortes coloracions per avisar de la seva territorialitat, com passa amb l'au Erithacus rubecula, i amb el peix Betta splendens. Animals com aquests defensen els territoris on tenen els seus llocs d'implantació i recursos suficients d'aliment per a ells i les seves cries. La defensa rarament pren la forma de lluita real: més usualment són desplegaments, de tipus:
- Visuals: intensos colors
- Auditius: com en molts reclams d'aus, o els crits del gibó
- Olfactoris: a través de deposicions de marques d'olor, com l'orina. Molts mamífers territorials usen el marcatge territorial amb olors per a assenyalar els límits dels seus territoris; marques de deposicions d'orina, excrements, o per fregant parts dels seus cossos amb secrecions d'especialitzades glàndules odoríferes contra el substrat. Per exemple, els gossos i altres espècies de cànids marquen amb orina i excrements, mentre els gats marquen raspant les seves urpes contra objectes, acompanyats de fregaments laterals.[2]

Alguns prosimis, com el lèmur  Eulemur rubriventer, també marquen amb olor per establir un territori. Molts ungulats, per exemple el Connochaetes taurinus, usen el marcatge per olor de les seues dues glàndules, glàndula preorbitària i glàndula olorosa a la peülla.